# Списак музичких албума објављених у 2014. години
Овај чланак садржи списак музичких албума који су објављени током 2014. године.

## Јануар
- (1.) Del the Funky Homosapien - Iller Than Most
- (6.) Ed Harcourt - Time or Dust
- (7.) Stephen Malkmus & The Jicks - Wig Out at Jagbags
- (14.) Bruce Springsteen - High Hopes
- (14.) James Vincent McMorrow - Post Tropical
- (14.) Rosanne Cash - The River & The Thread
- (14.) Sharon Jones & The Dap-Kings - Give the People What They Want
- (14.) The Crystal Method - The Crystal Method
- (20.) Moodymann - Moodymann
- (20.) Sophie Ellis-Bextor - Wanderlust
- (20.) The Hidden Cameras - Age
- (21.) Against Me! - Transgender Dysphoria Blues
- (21.) Bill Callahan - Have Fun with God
- (21.) Damien Jurado - Brothers and Sisters of the Eternal Son
- (21.) Mogwai - Rave Tapes
- (21.) The Reverend Horton Heat - REV
- (21.) Thee Silver Mt. Zion Memorial Orchestra - Fuck Off Get Free We Pour Light on Everything
- (21.) Warpaint - Warpaint
- (22.) Within Temptation - Hydra
- (26.) The Rifles - None the Wiser
- (27.) Ásgeir - In the Silence
- (27.) David Crosby - Croz
- (27.) Mamani Keïta - Kanou
- (27.) Mike Oldfield - Man on the Rocks
- (28.) Actress - Ghettoville
- (28.) Dum Dum Girls - Too True
- (28.) Laura Cantrell - No Way There from Here
- (28.) The Mast - Pleasure Island
- (31.) Lisa Stansfield - Seven

## Фебруар
- (3.) Bombay Bicycle Club - So Long, See You Tomorrow
- (3.) Maxïmo Park - Too Much Information
- (3.) Suzanne Vega - Tales from the Realm of the Queen of Pentacles
- (4.) Broken Bells - After the Disco
- (4.) Marissa Nadler - July
- (4.) Nicole Atkins - Slow Phaser
- (4.) Parker Millsap - Parker Millsap
- (4.) Toni Braxton & Babyface - Love, Marriage & Divorce
- (4.) Xiu Xiu - Angel Guts: Red Classroom
- (10.) Katy B - Little Red
- (10.) Neil Finn - Dizzy Heights
- (10.) Nina Persson - Animal Heart
- (10.) Tinariwen - Emmaar
- (11.) Fanfarlo - Let's Go Extinct
- (11.) Robert Ellis - The Lights from the Chemical Plant
- (11.) Sun Kil Moon - Benji
- (14.) Cibo Matto - Hotel Valentine
- (16.) Jesca Hoop - Undress
- (17.) Guided by Voices - Motivational Jumpsuit
- (17.) Lydia Loveless - Somewhere Else
- (17.) Nina Nesbitt - Peroxide
- (18.) Benmont Tench - You Should Be So Lucky
- (18.) Sean Paul - Full Frequency
- (18.) St. Paul & The Broken Bones - Half the City
- (18.) William Fitzsimmons - Lions
- (24.) Chinawoman - Let's Part in Style
- (24.) Lo-Fang - Blue Film
- (25.) Beck - Morning Phase
- (25.) Kid Cudi - Satellite Flight: The Journey to Mother Moon
- (25.) Magic Touch - Palermo House Gang
- (25.) Marah - Marah Presents Mountain Minstrelsy of Pennsylvania
- (25.) Neneh Cherry - Blank Project
- (25.) St. Vincent - St. Vincent
- (25.) Supersuckers - Get the Hell
- (25.) The Fray - Helios
- (25.) The Notwist - Close to the Glass

## Март
- (3.) Carla Bozulich - Boy
- (3.) Laibach - Spectre
- (3.) Nick Waterhouse - Holly
- (3.) Pharrell - Girl
- (4.) Ashanti - Braveheart
- (4.) Ava Luna - Electric Balloon
- (4.) Drive-By Truckers - English Oceans
- (4.) Holly Golightly & The Brokeoffs - All Her Fault
- (4.) Linda Perhacs - The Soul of All Natural Things
- (4.) Real Estate - Atlas
- (4.) Sally Seltmann - Hey Daydreamer
- (4.) We Are Scientists - TV en Français
- (10.) Elbow - The Take Off and Landing of Everything
- (10.) Joan As Police Woman - The Classic
- (10.) Metronomy - Love Letters
- (10.) Micah P. Hinson - Micah P. Hinson and the Nothing
- (10.) Paloma Faith - A Perfect Contradiction
- (10.) The Twang - Neontwang
- (10.) Wilko Johnson & Roger Daltrey - Going Back Home
- (11.) Aloe Blacc - Lift Your Spirit
- (11.) Ambrose Akinmusire - The Imagined Savior is Far Easier to Paint
- (11.) MØ - No Mythologies to Follow
- (15.) Stiff Little Fingers - No Going Back
- (17.) George Michael - Symphonica
- (17.) My Sad Captains - Best of Times
- (18.) Black Lips - Underneath the Rainbow
- (18.) Foster the People - Supermodel
- (18.) Kevin Drew - Darlings
- (18.) Kylie Minogue - Kiss Me Once
- (18.) Skrillex - Recess
- (18.) The War on Drugs - Lost in the Dream
- (18.) Tycho - Awake
- (21.) Client - Authority
- (23.) Wolfmother - New Crown
- (24.) Jimi Goodwin - Odludek
- (25.) Future Islands - Singles
- (25.) Johnny Cash - Out Among the Stars
- (25.) Liars - Mess
- (25.) Shakira - Shakira
- (25.) Simone Felice - Strangers
- (25.) The Hold Steady - Teeth Dreams
- (25.) Tokyo Police Club - Forcefield
- (26.) Atari Teenage Riot - Reset
- (26.) De La Soul - Smell the D.A.I.S.Y.
- (31.) Boozoo Bajou - 4
- (31.) Kaiser Chiefs - Education, Education, Education and War

## Април
- (1.) Architecture in Helsinki - NOW + 4EVA
- (1.) Leon Russell - Life Journey
- (1.) Mac DeMarco - Salad Days
- (1.) Mobb Deep - The Infamous Mobb Deep
- (1.) S. Carey - Range of Light
- (1.) Thievery Corporation - Saudade
- (1.) Timber Timbre - Hot Dreams
- (2.) Ilya - Blind as Hope
- (7.) Glenn Tilbrook - Happy Ending
- (7.) Luke Vibert - Ridmik
- (7.) Sohn - Tremors
- (8.) EMA - The Future's Void
- (8.) Joan Osborne - Love and Hate
- (8.) John Frusciante - Enclosure
- (8.) L'Orange - The Orchid Days
- (8.) The Faint - Doom Abuse
- (8.) Todd Terje - It's Album Time
- (14.) Ben Watt - Hendra
- (14.) Dieter Meier - Out of Chaos
- (14.) Mayra Andrade - Lovely Difficult
- (14.) Paolo Nutini - Caustic Love
- (14.) Rodney Crowell - Tarpaper Sky
- (14.) Smoke Fairies - Smoke Fairies
- (14.) The Afghan Whigs - Do to the Beast
- (15.) Ingrid Michaelson - Lights Out
- (15.) Jessica Lea Mayfield - Make My Head Sing
- (15.) Pharoahe Monch - PTSD
- (15.) Ryley Walker - All Kinds of You
- (15.) Woods - With Light and With Love
- (15.) Ziggy Marley - Fly Rasta
- (19.) Neil Young - A Letter Home
- (19.) Thee Oh Sees - Drop
- (19.) Xiu Xiu - Unclouded Sky
- (21.) Eels - The Cautionary Tales of Mark Oliver Everett
- (22.) Kelis - Food
- (22.) Margot & The Nuclear So and So's - Slingshot to Heaven
- (23.) Mando Diao - Aelita
- (25.) Eli "Paperboy" Reed - Nights Like This
- (25.) Imelda May - Tribal
- (25.) Wovenhand - Refractory Obdurate
- (28.) Brody Dalle - Diploid Love
- (28.) Damon Albarn - Everyday Robots
- (28.) Elephant - Sky Swimming
- (28.) Embrace - Embrace
- (28.) Faze Action - Body of One
- (28.) Fennesz - Bécs
- (28.) Sleaford Mods - Divide and Exit
- (28.) The Delines - Colfax
- (29.) Pixies - Indie Cindy
- (29.) Ramona Lisa - Arcadia
- (29.) Ray LaMontagne - Supernova

## Мај
- (1.) Buzzcocks - The Way
- (2.) Anastacia - Resurrection
- (2.) Guano Apes - Offline
- (5.) Brian Eno & Karl Hyde - Someday World
- (5.) Fujiya & Miyagi - Artificial Sweeteners
- (5.) Gruff Rhys - American Interior
- (5.) Lily Allen - Sheezus
- (5.) Lykke Li - I Never Learn
- (5.) Natalie Merchant - Natalie Merchant
- (5.) Roddy Frame - Seven Dials
- (5.) Shawn Lee - Golden Age Against the Machine
- (5.) The Horrors - Luminous
- (5.) Quantic - Magnetica
- (6.) BADBADNOTGOOD - III
- (6.) Santana - Corazón
- (6.) Tune-Yards - Nikki Nack
- (9.) William Orbit - Strange Cargo 5
- (12.) Chromeo - White Women
- (12.) Douglas Dare - Whelm
- (12.) Fatima - Yellow Memories
- (12.) Nick Mulvey - First Mind
- (12.) Tori Amos - Unrepentant Geraldines
- (13.) Blondie - Ghosts of Download
- (13.) Candi Staton - Life Happens
- (13.) Dolly Parton - Blue Smoke
- (13.) Guided by Voices - Cool Planet
- (13.) Incognito - Amplified Soul
- (13.) John Mayall - A Special Life
- (13.) Lee "Scratch" Perry - Back on the Controls
- (13.) Little Dragon - Nabuma Rubberband
- (13.) Swans - To Be Kind
- (13.) The Black Keys - Turn Blue
- (13.) The Pains of Being Pure at Heart - Days of Abandon
- (19.) Archie Bronson Outfit - Wild Crush
- (19.) Coldplay - Ghost Stories
- (19.) Luke Haines - New York in the 70's
- (19.) Kate Tempest - Everybody Down
- (19.) Mr. Scruff - Friendly Bacteria
- (19.) Paul Heaton & Jacqui Abbott - What Have We Become?
- (19.) Plaid - Reachy Prints
- (19.) The Brian Jonestown Massacre - Revelation
- (19.) The Roots - ...And Then You Shoot Your Cousin
- (19.) Yann Tiersen - Infinity
- (20.) Conor Oberst - Upside Down Mountain
- (20.) Trans Am - Volume X
- (23.) Mariah Carey - Me. I Am Mariah… The Elusive Chanteuse
- (26.) Archive - Axiom
- (26.) Echo & The Bunnyman - Meteorities
- (26.) Hercules & Love Affair - The Feast of the Broken Heart
- (26.) Sam Smith - In the Lonely Hour
- (27.) Amy LaVere - Runaway's Diary
- (27.) Kool Keith - Demolition Crash
- (27.) Mark De Clive-Lowe - Church
- (27.) Sharon Van Etten - Are We There

## Јун
- (2.) Clean Bandit - New Eyes
- (2.) Ethan Johns - The Reckoning
- (2.) Howling Bells - Heartstrings
- (2.) James - La Petite Mort
- (2.) Klaxons - Love Frequency
- (2.) Peter Murphy - Lion
- (2.) The Phantom Band - Strange Friend
- (3.) 50 Cent - Animal Ambition
- (3.) Andrew Bird - Things Are Really Great Here, Sort Of…
- (3.) Bob Mould - Beauty & Ruin
- (3.) Clap Your Hands Say Yeah - Only Run
- (3.) Hamilton Leithauser - Black Hours
- (3.) Joe Henry - Invisible Hour
- (3.) Lee Fields & The Expressions - Emma Jean
- (3.) Madlib - Piñata Beats
- (3.) Matisyahu - Akeda
- (3.) Meshell Ndegeocello - Comet, Come to Me
- (3.) Miranda Lambert - Platinum
- (3.) Sage Francis - Copper Gone
- (9.) Chrissie Hynde - Stockholm
- (9.) Glass Animals - Zaba
- (9.) Kasabian - 48:13
- (9.) Tom Vek - Luck
- (9.) Tomas Barfod - Love Me
- (10.) Alexis Taylor - Await Barbarians
- (10.) First Aid Kit - Stay Gold
- (10.) Jack White - Lazaretto
- (10.) José James - While You Were Sleeping
- (10.) Passenger - Whispers
- (10.) Plastikman - EX
- (16.) Martyn - The Air Between Words
- (16.) Mark Almond - The Dancing Marquis
- (16.) Nightmares on Wax - N.O.W. Is the Time
- (16.) The Knife - Shaken-Up Versions
- (17.) David Gray - Mutineers
- (17.) Jennifer Lopez - A.K.A.
- (17.) Lana Del Rey - Ultraviolence
- (17.) Linkin Park - The Hunting Party
- (17.) The Antlers - Familiars
- (17.) The Felice Brothers - Favorite Waitress
- (17.) Willie Nelson - Band of Brothers
- (20.) Paul Oakenfold - Trance Mission
- (23.) Alizée - Blonde
- (23.) Ed Sheeran - X
- (23.) GusGus - Mexico
- (23.) Strand of Oaks - Heal
- (24.) Bubba Sparxxx - Made on McCosh Mill Road
- (26.) Air - Music for Museum
- (30.) Brian Eno & Karl Hyde - High Life
- (30.) George Ezra - Wanted on Voyage
- (30.) Magic! - Don't Kill the Magic

## Јул
- (1.) Jim Lauderdale - I'm a Song
- (1.) Robin Thicke - Paula
- (4.) The Red Jumpsuit Apparatus - 4
- (7.) Chicago - Chicago XXXVI: Now
- (7.) Eugene McGuinness - Chroma
- (7.) Manic Street Preachers - Futurology
- (7.) Marc Almond - Ten Plagues - A Song Cycle
- (7.) Midge Ure - Fragile
- (8.) Judas Priest - Redeemer of Souls
- (8.) Sia - 1000 Forms of Fear
- (14.) Fink - Hard Believer
- (14.) John Hiatt - Terms of My Surrender
- (14.) Sébastien Tellier - L'aventura
- (14.) Slow Club - Complete Surrender
- (15.) Bleachers - Strange Desire
- (15.) Jungle - Jungle
- (15.) Luluc - Passerby
- (15.) Madlib - Rock Konducta Vol. 1-2
- (15.) Morrissey - World Peace Is None of Your Business
- (15.) "Weird Al" Yankovic - Mandatory Fun
- (15.) Reigning Sound - Shattered
- (15.) Rise Against - The Black Market
- (21.) King Creosote - From Scotland with Love
- (21.) La Roux - Trouble in Paradise
- (21.) Richard Thompson - Acoustic Classics
- (21.) To Rococo Rot - Instrument
- (21.) Yes - Heaven & Earth
- (22.) Alvvays - Alvvays
- (22.) Common - Nobody's Smiling
- (22.) The Raveonettes - Pe'ahi
- (28.) Eric Clapton & Friends - The Breeze: An Appreciation of JJ Cale
- (28.) Loudon Wainwright III - Haven't Got the Blues (Yet)
- (28.) Andy Bell - Torsten the Bareback Saint
- (29.) Diplo - Random White Dude Be Everywhere
- (29.) Jenny Lewis - The Voyager
- (29.) Tom Petty & The Heartbreakers - Hypnotic Eye

## Август
- (5.) Al Jarreau - My Old Friend: Celebrating George Duke
- (5.) Angus & Julia Stone - Angus & Julia Stone
- (5.) Spoon - They Want My Soul
- (5.) The Rosebuds - Sand + Silence
- (11.) Dilated Peoples - Directors of Photography
- (11.) Lisa Gerrard - Twilight Kingdom
- (11.) Sinéad O'Connor - I'm Not Bossy, I'm the Boss
- (12.) Chris Staples - American Soft
- (12.) FKA Twigs - LP1
- (12.) The Gaslight Anthem - Get Hurt
- (12.) Twista - Dark Horse
- (18.) Benjamin Booker - Benjamin Booker
- (18.) Imogen Heap - Sparks
- (18.) James Yorkston - The Cellardyke Recording and Wassailing Society
- (18.) The Courteeners - Concrete Love
- (18.) The Magic Numbers - Alias
- (19.) Bahamas - Bahamas Is Afie
- (19.) Bebel Gilberto - Tudo
- (19.) Bishop Allen - Lights Out
- (19.) Dr. John - Ske-Dat-De-Dat: The Spirit of Satch
- (19.) JJ - V
- (19.) Kimbra - The Golden Echo
- (19.) Liam Bailey - Definitely Now
- (25.) Ariana Grande - My Everything
- (25.) Basement Jaxx - Junto
- (25.) Gemma Ray - Milk for Your Motors
- (25.) Roni Size - Take Kontrol
- (25.) Tina Dico - Whispers
- (26.) J Mascis - Tied to a Star
- (26.) Opeth - Pale Communion
- (26.) Souls of Mischief - There Is Only Now
- (26.) The New Pornographers - Brill Bruisers
- (26.) Ty Segall - Manipulator
- (29.) Zoot Woman - Star Climbing

## Септембар
- (2.) Blonde Redhead - Barragán
- (2.) Counting Crows - Somewhere under Wonderland
- (2.) Cris Cab - Where I Belong
- (2.) Johnny Winter - Step Back
- (2.) Maroon 5 - V
- (2.) Sinkane - Mean Love
- (2.) The Vines - Wicked Nature
- (3.) Hello Saferide - The Fox, The Hunter and Hello Saferide
- (5.) In Flames - Siren Charms
- (8.) Banks - Goddess
- (8.) Pere Ubu - Carnival of Souls
- (8.) Robert Plant - Lullaby and... The Ceaseless Roar
- (8.) Ryan Adams - Ryan Adams
- (8.) The Kooks - Listen
- (8.) Tricky - Adrian Thaws
- (9.) Avi Buffalo - At Best Cuckold
- (9.) Death from Above 1979 - The Physical World
- (9.) Esben and the Witch - A New Nature
- (9.) Hiss Golden Messenger - Lateness of Dancers
- (9.) Interpol - El Pintor
- (9.) Justin Townes Earle - Single Mothers
- (9.) Karen O - Crush Songs
- (9.) Meghan Tainor - Title
- (9.) Sérgio Mendes - Magic
- (9.) Simian Mobile Disco - Whorl
- (9.) Smokey Robinson - Smokey & Friends
- (9.) Tennis - Ritual in Repeat
- (9.) U2 - Songs of Innocence
- (15.) Allah-Las - Worship the Sun
- (15.) The Script - No Sound Without Silence
- (16.) Barbra Streisand - Partners
- (16.) Chris Brown - X
- (16.) Jesse Winchester - A Reasonable Amount of Trouble
- (16.) Mike Farris - Shine for All the People
- (16.) My Brightest Diamond - This Is My Hand
- (16.) Shellac - Dude Incredible
- (16.) The Juan MacLean - In a Dream
- (16.) Train - Bulletproof Picasso
- (19.) Hozier - Hozier
- (22.) Alt-J - This Is All Yours
- (22.) Gazelle Twin - UNFLESH
- (22.) Joe Bonamassa - Different Shades of Blue
- (22.) Proffesor Green - Growing Up in Public
- (22.) The Drums - Encyclopedia
- (23.) Aphex Twin - Syro
- (23.) Bonnie 'Prince' Billy - Singer's Grave - A Sea of Tongues
- (23.) Chuck Prophet - Night Surfer
- (23.) Dntel - Human Voice
- (23.) Erasure - The Violet Flame
- (23.) Goat - Commune
- (23.) Holy Sons - The Fact Facer
- (23.) John Mellencamp - Plain Spoken
- (23.) Julian Casablancas + The Voidz  - Tyranny
- (23.) Laetitia Sadier - Something Shines
- (23.) Lenny Kravitz - Strut
- (23.) Leonard Cohen - Popular Problems
- (23.) Perfume Genius - Too Bright
- (23.) SBTRKT - Wonder Where We Land
- (23.) Sondre Lerche - Please
- (23.) The Growlers  - Chinese Fountain
- (23.) Tony Bennett & Lady Gaga  - Cheek to Cheek
- (26.) Thom Yorke  - Tomorrow's Modern Boxes
- (29.) Gui Boratto  - Abaporu
- (29.) Jamie T  - Carry On the Grudge
- (29.) Marianne Faithfull  - Give My Love to London
- (29.) Mark Olson  - Good-bye Lizelle
- (29.) Robin Gibb  - 50 St. Catherine's Drive
- (29.) The Vaselines  - V for Vaselines
- (30.) Colbie Caillat  - Gypsy Heart
- (30.) Elizabeth Shepherd  - The Signal
- (30.) Joan Shelley  - Electric Ursa
- (30.) Lucinda Williams  - Down Where the Spirit Meets the Bone
- (30.) Prince  - Art Official Age
- (30.) Prince & 3RDEYEGIRL  - PLECTRUMELECTRUM
- (30.) Tove Lo  - Queen of the Clouds

## Октобар
- (3.) Erlend Øye - Legao
- (6.) Bryan Adams - Tracks of My Years
- (6.) Jamie Cullum - Interlude
- (6.) Johnny Marr - Playland
- (6.) New Found Glory - Resurrection
- (6.) The Datsuns - Deep Sleep
- (7.) Allo Darlin' - We Come from the Same Place
- (7.) Caribou - Our Love
- (7.) Ex Hex - Rips
- (7.) Flying Lotus - You're Dead!
- (7.) Jackson Browne - Standing in the Breach
- (7.) Keyshia Cole - Point of No Return
- (7.) Macy Gray - The Way
- (7.) Minnie Driver - Ask Me to Dance
- (7.) Peaking Lights - Cosmic Logic
- (7.) Philip Selway - Weatherhouse
- (7.) Stevie Nicks - 24 Karat Gold: Songs from the Vault
- (7.) Tinashe - Aquarius
- (7.) Vashti Bunyan - Heartleap
- (7.) Weezer - Everything Will Be Alright in the End
- (7.) Zola Jesus - Taiga
- (8.) Susan Boyle - Hope
- (10.) Ella Henderson - Chapter One
- (13.) Jessie J - Sweet Talker
- (13.) Jessie Ware - Tough Love
- (13.) Lamb - Backspace Unwind
- (13.) The Primitives - Spin-O-Rama
- (14.) Electric Six - Human Zoo
- (14.) Foxygen - ...And Star Power
- (14.) Frazey Ford - Indian Ocean
- (14.) Kele Okereke - Trick
- (14.) Kindness - Otherness
- (14.) KMFDM - Our Time Will Come
- (14.) Nico & Vinz - Black Star Elephant
- (14.) OK Go - Hungry Ghosts
- (14.) Stars - No One Is Lost
- (14.) The Game - Blood Moon: Year of the Wolf
- (20.) ...And You Will Know Us by the Trail of Dead - IX
- (20.) Inspiral Carpets - Inspiral Carpets
- (20.) Jane Weaver - The Silver Globe
- (20.) Nicole Scherzinger - Big Fat Lie
- (20.) The Coral - The Curse of Love
- (21.) Annie Lennox - Nostalgia
- (21.) Anthony Hamilton - Home for the Holidays
- (21.) Aretha Franklin - Aretha Franklin Sings the Great Diva Classics
- (21.) Billy Idol - Kings & Queens of the Underground
- (21.) Boyz II Men - Collide
- (21.) Bush - Man on the Run
- (21.) Cold War Kids - Hold My Home
- (21.) Kiesza - Sound of a Woman
- (21.) Little Big Town - Pain Killer
- (21.) Logic - Under Pressure
- (21.) Mark Lanegan Band - Phantom Radio
- (21.) Neil Diamond - Melody Road
- (21.) Scott Walker & Sunn O))) - Soused
- (21.) Tahiti 80 - Ballroom
- (21.) T.I. - Paperwork
- (21.) The Budos Band - Burnt Offering
- (21.) Thurston Moore - The Best Day
- (21.) Tony Allen - Film of Life
- (21.) Slipknot - .5: The Gray Chapter
- (24.) Brand New Heavies - Sweet Freaks
- (27.) Black Veil Brides - Black Veil Brides IV
- (27.) Daniel Lanois - Flesh and Machine
- (27.) Rancid - ...Honor Is All We Know
- (27.) Secondhand Serenade - Undefeated
- (27.) Syleena Johnson - Chapter 6: Couples Therapy
- (27.) Taylor Swift - 1989
- (27.) The Ting Tings - Super Critical
- (27.) Yusuf - Tell 'Em I'm Gone
- (28.) Jerry Lee Lewis - Rock'n'Roll Time
- (28.) Lily & Madeleine - Fumes
- (28.) Live - The Turn
- (28.) Run the Jewels - Run the Jewels 2
- (28.) The Flaming Lips - With a Little Help from My Fwends
- (28.) The Twilight Sad - Nobody Wants to Be Here and Nobody Wants to Leave
- (31.) Mouse on Mars - 21 Again

## Новембар
- (3.) Dean Blunt - Black Metal
- (3.) Wildbirds & Peacedrums - Rhythm
- (3.) Wiley - Snakes & Ladders
- (4.) Ani DiFranco - Allergic to Water
- (4.) Calvin Harris - Motion
- (4.) Deerhoof - La Isla Bonita
- (4.) Mark Kozelek - Sings Christmas Carols
- (4.) Neil Young - Storytone
- (4.) Simple Minds - Big Music
- (7.) Cheryl Cole - Only Human
- (7.) Guy Pearce - Broken Bones
- (10.) Adrian Crowley - Some Blue Morning
- (10.) Foo Fighters - Sonic Highways
- (10.) Garth Brooks - Man Against Machine
- (10.) Lee Ranaldo & The Dust - Acoustic Dust
- (10.) Machine Head - Bloodstone & Diamonds
- (10.) Pink Floyd - The Endless River
- (10.) Rumer - Into Colour
- (10.) Tim Wheeler - Lost Domain
- (10.) Vladislav Delay - Visa
- (10.) Zaz - Paris
- (11.) Damien Rice - My Favourite Faded Fantasy
- (11.) Röyksopp - The Inevitable End
- (11.) Tarwater - Adrift
- (11.) The New Basement Tapes - Lost on the River: The New Basement Tapes
- (17.) Augie March - Heavens Dub
- (17.) Gemma Hayes - Bones + Longing
- (17.) Mr. Oizo - The Church
- (17.) One Direction - Four
- (17.) Shirley Bassey - Hello Like Before
- (18.) Andy Stott - Faith in Strangers
- (18.) Ariel Pink - Pom Pom
- (18.) Bryan Ferry - Avonmore
- (18.) Nickelback - No Fixed Adress
- (18.) TV on the Radio - Seeds
- (24.) David Guetta - Listen
- (24.) David Sylvian - There's a Light That Enters Houses With No Other House in Sight
- (25.) Funkadelic - First Ya Gotta Shake the Gate
- (25.) Tujiko Noriko - My Ghost Comes Back
- (28.) John Grant & The BBC Philharmonic Orchestra - Live in Concert

## Децембар
- (1.) Take That - III
- (2.) AC/DC - Rock or Bust
- (2.) Mary J. Blige - The London Sessions
- (2.) Omarion - Sex Playlist
- (2.) Owen - Other People's Songs
- (2.) Silk Rhodes - Silk Rhodes
- (2.) She & Him - Classics
- (2.) Walk the Moon - Talking Is Hard
- (2.) Wu-Tang Clan - A Better Tomorrow
- (8.) Gov't Mule - Dark Side of the Mule
- (8.) Visage - Orchestral
- (9.) Angels & Airwaves - The Dream Walker
- (9.) Ghostface Killah - 36 Seasons
- (9.) J. Cole - 2014 Forest Hills Drive
- (9.) The Smashing Pumpkins - Monuments to an Elegy
- (15.) D'Angelo & The Vanguard - Black Messiah
- (15.) Malcolm Middleton & David Shrigley - Music and Words
- (15.) Nicki Minaj - The Pinkprint
- (15.) Smoke Fairies - Wild Winter
- (16.) Charli XCX - Sucker
- (16.) Moby - Hotel: Ambient
- (25.) Fabolous - The Young OG Project